# コミックボックス
『コミックボックス』は、ふゅーじょんぷろだくとより発行されていた日本の漫画情報誌。

## コミックボックス（旧）
- 発行：ふゅーじょんぷろだくと
- 判型：A5判
- 雑誌コード：03963（8号より）

### 歴史
- 1982年9月号：創刊号 8月1日発行（裏表紙）/9月1日発行（奥付）
- 1983年10月号：隔月刊化
- 1984年5・6月号：この号をもって休刊

## コミックボックス（新）
- 発行：ふゅーじょんぷろだくと
- 雑誌コード：03959（創刊号より）

### 歴史
- 1983年：『COMIC BOX JR』創刊準備号 4月1日発行（奥付）。B5判中綴じ
- 1983年9月号：創刊号 8月1日発行（奥付）/9月1日発行（裏表紙）
- 1985年8月号：『COMIC BOX』に改題。VOL.19（通巻20号） 8月1日発行（裏表紙）
- 1985年9月号：AB判中綴じに
- 1986年9月号：B5判平綴じに
- 1989年：AB判平綴じに
- 1991年：増刊として『COMIC BOX Jr.』（新）創刊
- 199?年：A4変形判平綴じに
- 2000年：休刊[1]

旧『コミックボックス』刊行中に、姉妹誌として創刊された。創刊準備号を通巻1号と数えたため、初期にはVOLよりも通巻の方が1号多い。最も号数が混乱している時期は、次のようになっている。
| VOL | 通巻 | 年月次         |
| --- | ---- | -------------- |
| 24  | 25   | 1986年1・2月号 |
| 無  | 26   | 1986年3・4月号 |
| 28  | 28   | 1986年5月号    |
| 29  | 30   | 1986年6月号    |
| 30  | 29   | 1986年7月号    |
| 31  | 30   | 1986年8月号    |

VOL.25からVOL.27の3冊分の間には、VOL記載の無い通巻26号があるだけである。ここでVOLと通巻の差が逆転するはずが、通巻27号も存在しないため、VOL.28が通巻28号となっている。しかし、なぜかVOL.29は通巻30号であり、VOL.30が通巻29号である。その上、通巻29号の次は一度使った番号の通巻30号になっている。VOLが通巻より1号多い形は長く続いたが、1992年に両者は同じ号数となり、現在に至っている。VOLの欠番については増刊扱いで別雑誌を出した例があるらしい。
1980年代後半、編集長の才谷遼の方針から、原子力発電所の建設や運用に反対する姿勢を誌面に明確に打ち出した。1988年8月号は『まんが・危険な話』（タイトルは広瀬隆の著書から）と題して反原発特集号の様相を呈し、手塚治虫が原発反対のコメントを寄せる一方、関西電力の新聞PR広告に出た松本零士がインタビュアーからその意図を厳しく問われる記事も掲載された。付録には青森県 六ヶ所村での核燃料再処理工場建設への反対署名用紙がつけられた。他の月の通常の号でも反原発記事が掲載されていた。再処理工場の誘致を進める当時の青森県知事・北村正哉の顔写真に落書きをしたものを掲載して読者から批判されることもあり、編集方針は時に非常に過激なものであった。さらに、編集後記を書くべき才谷が反原発デモに参加して逮捕されたため、後記が書けない号もあった。
また、宮崎駿を積極的に取り上げたことでも知られ、1986年には宮崎のアニメ業界を憂えたインタビューを全文掲載している（アニメ雑誌では『月刊OUT』が抄録を掲載したのみ）。手塚治虫の追悼特集となった1989年5月号では、「手塚治虫に「神の手」を見たとき、ぼくは彼と訣別した」と題した宮崎のインタビューが掲載され、「だけどアニメーションに関しては（略）これまで手塚さんが喋ってきたこととか主張したことというのは、みんな間違いです」とアニメ作家の立場から批判を行なったことが読者の間で論議を呼んだ。
このほか、呉智英が石子順の漫画評論を批判する文章を掲載したときには、石子からの反論が寄せられ、数度にわたって両者の応酬が掲載された。

### 掲載作品
- 鶏頭樹